# Náboženská obec Církve československé husitské Husinec-Prachatice

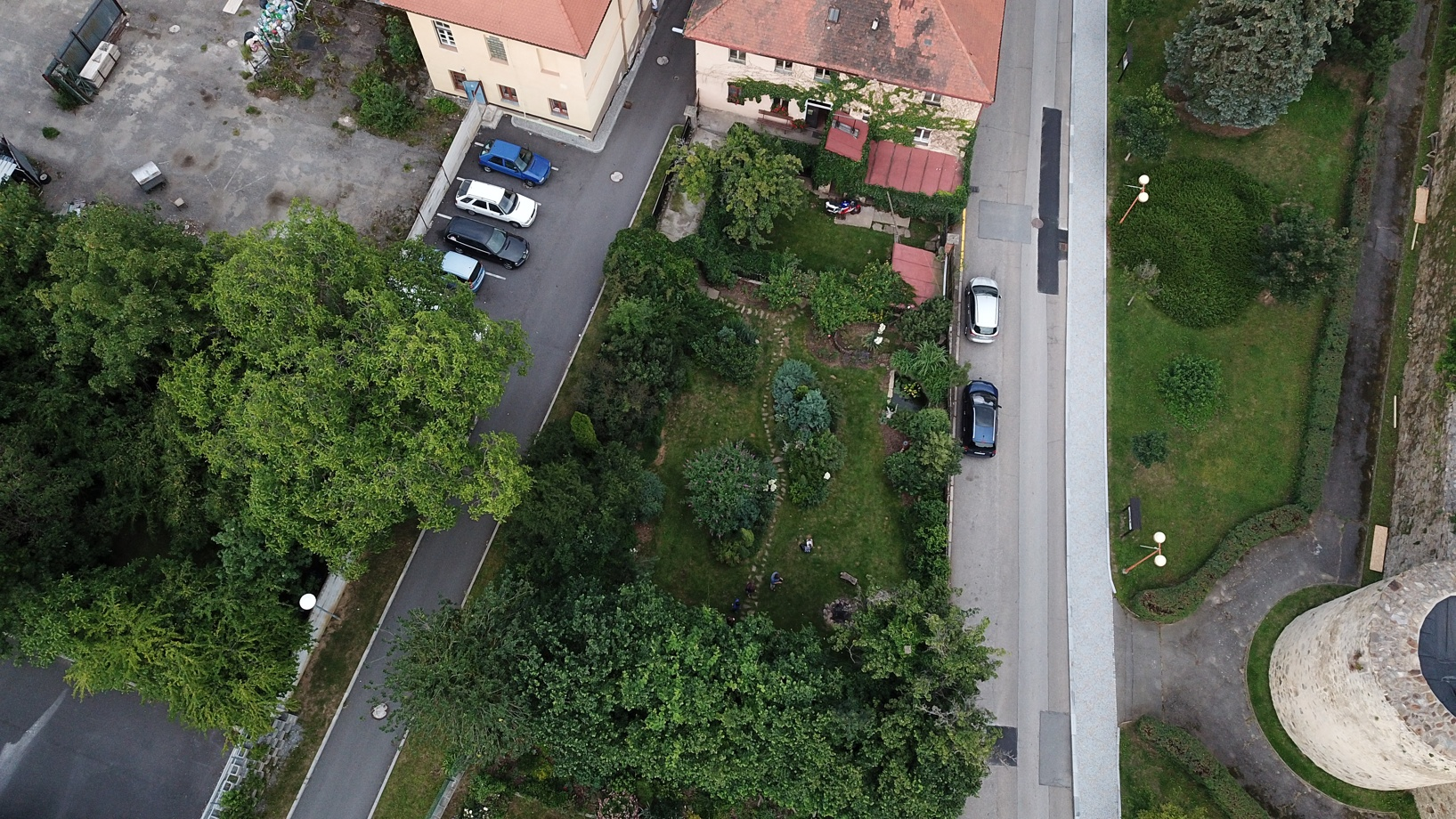
Pohled na zahradu a modlitebnu v Prachaticích (mezi ulicemi Slepá a Hradební)

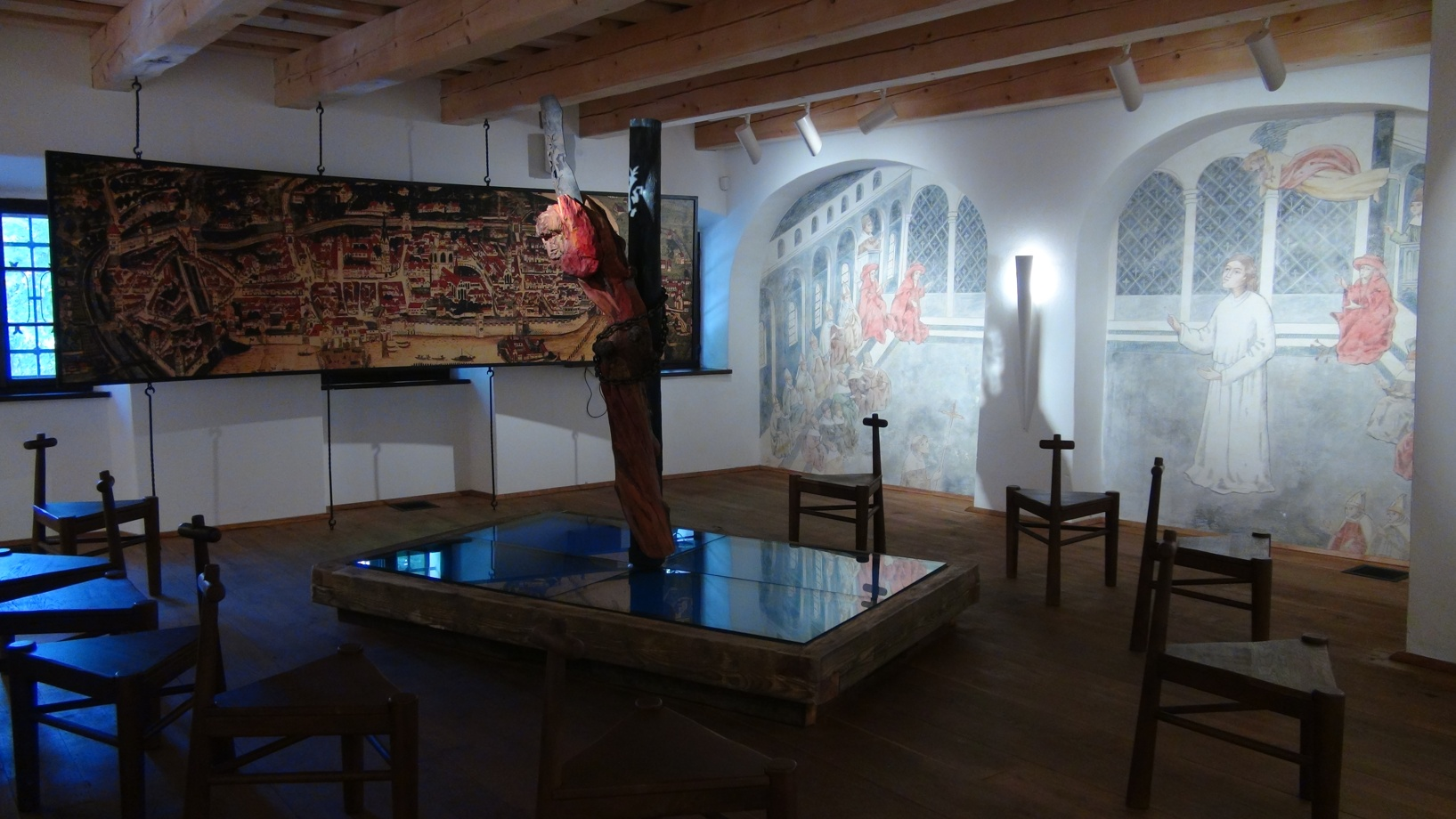
Interiér rodného domu Mistra Jana Husa v Husinci

Náboženská obec Církve československé husitské Husinec-Prachatice je náboženskou obcí Církve československé husitské se sídlem a působností v Prachaticích. Sídlo fary a modlitebna se nachází ve Slepé ulici 195. 
Budova fary v Prachaticích je zasazena do komunitní zahrady Getsemany. Je zde i kolumbárium.
Tato obec spravuje i Rodný dům Mistra Jana Husa v Husinci.